# Haidmühle (Altenstadt an der Waldnaab)
Haidmühle ist ein Gemeindeteil von Altenstadt an der Waldnaab im Landkreis Neustadt an der Waldnaab des bayerischen Regierungsbezirks Oberpfalz.

## Geographische Lage
Haidmühle liegt auf dem Südwestufer des Sauerbaches.
200 m südlich von Haidmühle mündet die Dürrschweinnaab in den Sauerbach.
Haidmühle liegt am Südufer des Haidmühlweihers.
Der Haidmühlweiher ist der südwestlichste einer 2,5 km langen Reihe von Teichen auf dem Südostufer des Sauerbaches.
500 m westlich von Haidmühle gibt es eine Autobahnauffahrt der Bundesstraße 22 auf die Bundesautobahn 93 (Hof–Kiefersfelden).
Haidmühle befindet sich 1 km westlich von Altenstadt an der Waldnaab.

## Geschichte
Haidmühle gehörte zur fürstlich lobkowitzischen Grafschaft.
Zu dieser Grafschaft gehörten neben Haidmühle noch die Ortschaften Sauernlohe, Neustadt an der Waldnaab, Störnstein, Wiedenhof, Aich, Roschau, Görnitz, Harlesberg, Altenstadt an der Waldnaab, Mühlberg, Denkenreuth, Ernsthof, Lanz, Oberndorf, Rastenhof, Wöllershof, Botzersreuth, Kronmühle, Sankt Quirin.
Außerdem gehörte das Gebiet von Waldthurn mit 28 Dörfern und Einöden zu dieser Grafschaft.
Alle diese Besitzungen verkaufte Fürst Franz Josef von Lobkowitz Herzog zu Raudnitz 1807 an die Krone Bayern.

### Einwohnerentwicklung in Haidmühle ab 1817
| Jahr | Einwohner | Gebäude |
| ---- | --------- | ------- |
| 1817 | 3         | 1       |
| 1838 | 4         | 1       |
| 1871 | 5         | 5       |
| 1885 | 11        | 1       |
| 1900 | 7         | 1       |
| 1913 | 5         | 1       |

| Jahr | Einwohner | Gebäude |
| ---- | --------- | ------- |
| 1925 | 5         | 1       |
| 1950 | 25        | 2       |
| 1961 | 29        | 4       |
| 1970 | 15        | k. A.   |
| 1987 | 8         | 2       |
| 2011 | 5         | k. A.   |